# كانكان
كانكان هي مستوطنة، في غينيا، تقع في Kankan-Centre ‏، هي عاصمة إقليم كانكان، بلغ عدد سكانها 472,112 نسمة وذلك حسب إحصائيات سنة 2014.

## المناخ
يظهر الجدول التالي التغييرات المناخية على مدار السنة لكانكان:
| البيانات المناخية لـكانكان         | البيانات المناخية لـكانكان | البيانات المناخية لـكانكان | البيانات المناخية لـكانكان | البيانات المناخية لـكانكان | البيانات المناخية لـكانكان | البيانات المناخية لـكانكان | البيانات المناخية لـكانكان | البيانات المناخية لـكانكان | البيانات المناخية لـكانكان | البيانات المناخية لـكانكان | البيانات المناخية لـكانكان | البيانات المناخية لـكانكان | البيانات المناخية لـكانكان |
| الشهر                              | يناير                      | فبراير                     | مارس                       | أبريل                      | مايو                       | يونيو                      | يوليو                      | أغسطس                      | سبتمبر                     | أكتوبر                     | نوفمبر                     | ديسمبر                     | المعدل السنوي              |
| ---------------------------------- | -------------------------- | -------------------------- | -------------------------- | -------------------------- | -------------------------- | -------------------------- | -------------------------- | -------------------------- | -------------------------- | -------------------------- | -------------------------- | -------------------------- | -------------------------- |
| متوسط درجة الحرارة الكبرى °م (°ف)  | 36.5 (97.7)                | 38.1 (100.6)               | 38.9 (102.0)               | 38.8 (101.8)               | 37.1 (98.8)                | 33.2 (91.8)                | 32.2 (90.0)                | 31.7 (89.1)                | 32.7 (90.9)                | 33.9 (93.0)                | 34.7 (94.5)                | 35.2 (95.4)                | 35.3 (95.5)                |
| المتوسط اليومي °م (°ف)             | 24.3 (75.7)                | 26.3 (79.3)                | 29.6 (85.3)                | 30.1 (86.2)                | 28.3 (82.9)                | 26.4 (79.5)                | 25.3 (77.5)                | 25.1 (77.2)                | 25.5 (77.9)                | 26.4 (79.5)                | 27.0 (80.6)                | 23.8 (74.8)                | 26.5 (79.7)                |
| متوسط درجة الحرارة الصغرى °م (°ف)  | 10.8 (51.4)                | 13.3 (55.9)                | 17.0 (62.6)                | 20.2 (68.4)                | 19.6 (67.3)                | 18.8 (65.8)                | 18.9 (66.0)                | 18.8 (65.8)                | 18.9 (66.0)                | 19.0 (66.2)                | 13.9 (57.0)                | 11.0 (51.8)                | 16.7 (62.1)                |
| الهطول مم (إنش)                    | 2 (0.1)                    | 1 (0.0)                    | 24 (0.9)                   | 67 (2.6)                   | 134 (5.3)                  | 204 (8.0)                  | 262 (10.3)                 | 322 (12.7)                 | 304 (12.0)                 | 131 (5.2)                  | 20 (0.8)                   | 1.2 (0.05)                 | 1٬472٫2 (57.96)            |
| متوسط أيام هطول الأمطار (≥ 1.0 mm) | 1                          | 1                          | 3                          | 6                          | 11                         | 15                         | 19                         | 22                         | 21                         | 13                         | 3                          | 1                          | 116                        |
| متوسط الرطوبة النسبية (%)          | 38                         | 35                         | 38                         | 49                         | 63                         | 73                         | 77                         | 79                         | 77                         | 75                         | 57                         | 46                         | 59                         |
| ساعات سطوع الشمس الشهرية           | 262                        | 236                        | 249                        | 220                        | 234                        | 216                        | 169                        | 159                        | 191                        | 221                        | 241                        | 260                        | 2٬658                      |
| المصدر: NOAA                       |                            |                            |                            |                            |                            |                            |                            |                            |                            |                            |                            |                            |                            |

## أعلام
- عبد الله توريه